# Brizje
Brizje es un despoblado del municipio de Kiseljak, en el cantón de Bosnia Central, Bosnia y Herzegovina.

## Superficie
Cuenta con una superficie de 0,46 kilómetros cuadrados.

## Demografía
Hasta 1991 la población era de 60 habitantes.